# Чі Чхан Ук
Чі Чхан Ук (кор. 지창욱, 池昌旭, Ji Chang-uk, нар. 5 липня 1987, Ан'ян, провінція Кьонгі, Республіка Корея) — південнокорейський актор, музикант, модель. Став популярним після виконання головної ролі Дон Хе у щоденному серіалі «Усміхнись Дон Хе» (2010—2011), і відтоді зіграв у серіалах «Воїн Пек Дон Су» (2011), «Імператриця Кі» (2013—2014), «Цілитель» (2014—2015), «K2» (2016), «Підозрілий партнер» (2017), «Розтопи мене ніжно» (2019), «Цілодобовий магазин Сет Бьоль» (2020), «Любов й місто» (2020), «Звуки магії» (2022), «Скажи мені своє бажання» (2022).

## Біографія
Народився 5 липня 1987 року у місті Ан'ян, провінція Кьонгі. Свою акторську кар'єру розпочав у 2006 році з маленької ролі у телесеріалі, у 2008 році зіграв першу роль у кіно. Зростання популярності пов'язане зі зйомками у популярному серіалі вихідного дня «Мої надто ідеальні сини», рейтинг якого був понад 40 % у національному ефірі. Першу головну роль отримав у багатосерійному серіалі «Знов посміхаюсь» 2010 року, у якому грав спортсмена шорт-трекера. У наступному році зіграв головного персонажа у історичному серіалі «Воїн Пек Дон Су». Визнання та численні нагороди Чхан Уку принесли головні ролі у серіалах «Імператриця Кі» та «Цілитель».
У 2016 році Чі зіграв головну чоловічу роль у бойовику від tvN «К2», охоронця, якого зраджують співвітчизники і який закохується в дівчину з посттравматичним стресовим розладом та явною соціофобією. Драма отримала позитивні відгуки, очолюючи рейтинги глядачів кабельного каналу протягом 8-тижневої трансляції. У листопаді 2016 року він знявся в рекламному веб-серіалі «Перші сім поцілунків для Lotte Duty Free».
У 2017 році Чі знявся у бойовику «Сфабриковане місто», зігравши роль безробітного ігрового наркомана, який стає підставним убивцею. У тому ж році він знявся в романтичній комедії — трилері SBS «Підозрілий партнер» в ролі прокурора.
Після звільнення з армії у 2019 році Чі знявся в романтично-комедійному серіалі «Розтопи мене ніжно», де він зіграв роль телепродюсера, який прокидається через 20 років після невдалого проєкту із заморожування людей.
У 2020 році Чі знявся в романтичному комедійному серіалі «Цілодобовий магазин Сет Бьоль», заснованому на однойменному вебтуні. Він зіграв роль колишнього директора зв'язків із громадськістю франшизи цілодобових магазинів, який зрештою управляє власним цілодобовим магазином. Він також знявся в романтичному комедійному веб-серіалі «Любов й місто», прем'єра якого відбулася на Kakao TV у грудні 2020 року.
У 2021 році він знявся в трилері Кім Чан Чжу «Сильний удар», зігравши таємничого злочинця, що телефонує та шантажує головного героя та його сім'ю бомбою, що закладена в машину.
У 2022 році Чі Чхан Ук з'явився в серіалі Netflix «Звуки магії», заснованому на однойменному вебтуні, в ролі таємничого фокусника. У тому ж році він знявся в драмі KBS2 «Скажи мені своє бажання» у ролі колишнього в'язня, який працює волонтером у хоспісі. Пізніше у вересні Чі оголосив, що проведе зустріч із фанатами Reach you, яка відбудеться 23 жовтня.

## Фільмографія

### Телевізійні серіали
| Рік       | Назва                           | Роль                          | Мережа               |
| --------- | ------------------------------- | ----------------------------- | -------------------- |
| 2008      | «Ти украла моє серце»           | Лі Філліп                     | KBS2                 |
| 2009      | «Мої надто ідеальні сини»       | Сон Міпун                     | KBS2                 |
| 2009–2010 | «Герой»                         | Пак Чунхьон                   | MBC                  |
| 2010–2011 | «Знов посміхаюсь»               | Карл Лейкер / Донхе           | KBS1                 |
| 2011      | «Воїн Пек Дон Су»               | Пек Дон Су                    | SBS                  |
| 2011–2012 | «Овочева лавка холостяку»       | Хан Теян                      | Channel A            |
| 2012      | «П'ять пальців»                 | Ю Інха                        | SBS                  |
| 2013–2014 | «Імператриця Кі»                | Тоґон-Темур / Тахван          | MBC                  |
| 2014–2015 | «Цілитель»                      | Со Чонху / Пак Бонсу / Хіллер | KBS2                 |
| 2016      | «Дівчина-вихор»                 | Чан Ан                        | Hunan TV             |
| 2016      | «К-2»                           | Кім Чеха                      | tvN                  |
| 2017      | «Підозрілий партнер»            | Но Чіук                       | SBS                  |
| 2019      | «Розтопи мене ніжно»            | Ма Дон Чан                    | tvN                  |
| 2020      | «Цілодобовий магазин Сет Бьоль» | Чхве Де Хьон                  | SBS                  |
| 2020      | «Любов й місто»                 | Пак Дже Вон                   | Kakao TV             |
| 2022      | «Звуки магії»                   | Лі Иль                        | Netflix              |
| 2022      | «Скажи мені своє бажання»       | Юн Гьо Ре                     | TvN (Південна Корея) |

### Фільми
| Рік  | Назва                                         | Роль                              |
| ---- | --------------------------------------------- | --------------------------------- |
| 2008 | «Спляча красуня»                              | Чінсо                             |
| 2009 | «Дивна пропажа містера Джі»                   | Сан Ганман                        |
| 2010 | «Смертельний дзвін 2: Кровавий табір»         | Суїль                             |
| 2013 | «Секретні підказки як користуватися хлопцями» | брат Хонджуна                     |
| 2015 | «Довгий шлях додому»                          | Призовний офіцер                  |
| 2017 | «Маніпулююче місто»                           | Квон Ю                            |
| 2017 | «Твоє ім'я»                                   | Такі Татібана (корейський дубляж) |
| 2017 | «Босс»                                        | молодий Чунбе                     |
| 2021 | «Дзвінок від невідомого»                      | Чін У                             |

## Нагороди
| Рік  | Нагорода                                | Категорія                                                                        | Робота               | Результат | Прим. |
| ---- | --------------------------------------- | -------------------------------------------------------------------------------- | -------------------- | --------- | ----- |
| 2010 | Премія KBS драма                        | Кращий новий актор                                                               | «Знов посміхаюсь»    | Номінація |       |
| 2011 | 4-та Премія Корейської драми            | Кращий новий актор                                                               | «Знов посміхаюсь»    | Номінація |       |
| 2011 | Премія KBS драма                        | Нагорода за високу майстерність (актор щоденного серіалу)                        | «Знов посміхаюсь»    | Перемога  |       |
| 2011 | Премія SBS драма                        | Нова зірка                                                                       | «Воїн Пек Дон Су»    | Перемога  |       |
| 2012 | Премія SBS драма                        | Нагорода за високу майстерність (актор серіалу вихідного дня)                    | «П'ять пальців»      | Номінація |       |
| 2013 | 7th The Musical Awards                  | Кращий новий актор                                                               | «Дні»                | Перемога  | [ 4 ] |
| 2013 | Премія MBC драма                        | Нагорода за високу майстерність (актор спеціальної драми)                        | «Імператриця Кі»     | Перемога  | [ 5 ] |
| 2014 | 9-та Сеульська міжнародна премія драми  | Видатний Корейський актор                                                        | «Імператриця Кі»     | Номінація |       |
| 2014 | 7-а Премія Корейської драми             | Нагорода за високу майстерність                                                  | «Імператриця Кі»     | Номінація |       |
| 2014 | 3-тя зіркова премія APAN                | Нагорода за високу майстерність (актор серіалу)                                  | «Імператриця Кі»     | Номінація |       |
| 2014 | Премія KBS драма                        | Нагорода за високу майстерність (актор середньотривалої драми)                   | «Цілитель»           | Номінація |       |
| 2014 | Премія KBS драма                        | Популярний актор                                                                 | «Цілитель»           | Перемога  | [ 6 ] |
| 2014 | Премія KBS драма                        | Краща пара разом з Пак Мін Йон                                                   | «Цілитель»           | Перемога  | [ 7 ] |
| 2015 | 4-та Зіркова премія APAN                | Нагорода за високу майстерність (актор мінісеріалу)                              | «Цілитель»           | Номінація |       |
| 2015 | Премія China TV Drama                   | Найпопулярніший закордонний актор                                                | «Цілитель»           | Перемога  | [ 8 ] |
| 2016 | 31-а Премія «Korea's Best Dresser Swan» | Краще вбрання                                                                    |                      | Перемога  | [ 9 ] |
| 2017 | 53-тя Премія Пексан                     | Кращий новий актор фільму                                                        | «Маніпулююче місто»  | Номінація |       |
| 2017 | Премія SBS драма                        | Нагорода за високу майстерність (актор драми що транслюється у середу та четвер) | «Підозрілий партнер» | Номінація |       |
| 2017 | Премія SBS драма                        | Краща пара разом з Нам Чі Хьон                                                   | «Підозрілий партнер» | Номінація |       |